# Lenguas betoi
Las lenguas betoi (o betoyes) son un grupo de lenguas extintas que se hablaban en el oeste de Venezuela y este de Colombia, en el estado venezolano de Apure y los departamentos colombianos de Arauca (Colombia) y Casanare. Se cree que todas las lenguas se extinguieron durante el siglo XVIII.

## Aspectos históricos, sociales y culturales

### Historia
En 1703, unas pocas décadas después de que llegaran primeros misioneros a los llanos del Orinoco, los indígenas betoi fueron llevados de sus tierras tradicionales por el padre jesuita Juan Ovino con el fin de facilitar su conversión al cristianismo al asentarlos en la reducción de Tame, en las proximidades del río del mismo nombre en el noreste de Colombia. En la reducción de Tame vivían ya los jirara cristianizados. En un breve período la mitad de los Betoi forzados a vivir en la reducción murieron de afecciones varias. Los supervivientes, que generalmente atribuían las numerosas muertes a "malas artes" de los Jirara, abandonaron la reducción, aunque más o menos 40 de ellos fueron capturados por el cacique jirara Antonio Calaima, cerca del río Cravo Norte en un lugar llamado Casiabo. En 1715, estos betoi fueron enviados desde Casiabo a la recientemente constituida Misión de San Ignacio de Betoyes, por parte del también jesuita José Gumilla. Este jesuita también realojó allí al resto de Betoi (o a la mayor parte de ellos) junto con otras pequeñas tribus que hablaban diferentes variantes de Betoi-Jirara: los Lolaca, los Anabali, los Atabaca, los Situfa y los Quilifay. En esos años más de 800 personas fueron realojadas en la Misión, y sucumbieron víctimas de repetidas epidemias. En 1789, la misión tenía una población total de 339 personas: 73 lolacas, 62 "uribantes" (Betois?), 39 anabali, 71 atabacas, 34 situfas y 60 quilifay.
Dadas las condiciones de destrucción cultural y aculturación forzada a que se vieron sometidos los hablantes de betoi y del resto de variantes en la Misión, es muy improbable que existieran muchos hablantes competentes tras una o dos generaciones.
Los modernos descendientes de los betoi y muy probablemente de las etnias lingüísticamente emparentadas, se encuetnran actualmente en cuatro aldeas a lo largo del río Cravo Norte, en el departamento colombiano de Arauca. Los habitantes de esos pueblos se denominan a sí mismos aún hoy como, betoyes. En 1978 se estimó que eran 154 personas, aunque en 1990 de acuerdo con otra fuente, sumarían 380. Estas personas, conocen muy pocos detalles sobre su historia pasada y no pueden recordar nada sobre la lengua de sus ancestros. Los más ancianos refieren el hecho de que los betoyes eran numerosos en el pasado y de que muchos murieron trágicamente.

### Textos conocidos
Las lenguas betoi se extinguieron muy probablemente durante el siglo XVIII y existe poca documentación sobre ellas, aunque recientemetne se ha publicado algún trabajo a partir del material conservado. Todo el material descriptivo de estas lenguas se remonta a la segunda mitad del siglo XVIII. Este material procede de obras de sacerdotes jesuitas como Lorenzo Hervás y Panduro (1735-1809) y José [Joseph] Gumilla (1688-1750), y consisten en además de un breve esbozo gramatical en breves oraciones y rezos recopilados por el cardenal italiano Giuseppe Gaspare Mezzofanti (1774-1849).

## Descripción lingüística

### Clasificación
Las familias betoi consistían en un número importante de lenguas o dialectos relacionados:
- Airico (Ayrico)
- Anabali
- Atabaca
- Betoi
- Ele
- Jabúe
- Jirara
- Lolaca
- Lucalia
- Quilifay
- Situfa

Todas estas lenguas se sitúan en los departamentos colombianos de Arauca, Casanare y el estado venezolano de Apure. En Tame (Arauca) sobrevive un pequeño grupo de personas en comunidades descendientes de la etnia betoi, que actualmente hablan español.

### Gramática
Tipológicamente, el beto-jirara es una lengua flexiva de tipo aglutinante, con orden básico SOV y de núcleo final, en la que frecuentemente la morfología verbal no requiere pronombres explícitos debido a las marcas de persona verbales (lengua "pro-drop").
(1) raufis{u}ca oanu iarola fofej r-usu(ca)-mai-ca
Nosotros como ellos 1.ª-olvidar-PL-IND
'... como nosotros olvidamos sus malos (actos)'
El orden de constituyentes encontrado en otras construcciones son consistentes con una lengua de núcleo final (nombre+postposción, genitivo+nombre, adjetivo+nombre, auxiliar+verbo principal) como se aprecia en los siguientes ejemplos:
(2) teo ubo-nu
sol sobre-LOC
'sobre el sol'
(3) sorroy umucoso
(la) mono mano
'mano de mono'
(4) edasu ucasu
(el) próximo año
'el próximo año'
(5) sa-ome ma-u
hacer-NEG PAS-ser
'no lo hizo'